# Bliżej
Bliżej è il singolo rappresentante il Festival della Musica Polacca di Opole tenutosi nel 2006. Il brano è cantato da Ewelina Flinta, famosa artista polacca che ha vinto la prima stagione del talent show Idols.

## Classifiche
| Classifica (2006) | Posizione massima |
| ----------------- | ----------------- |
| Europa            | 74                |
| Polonia           | 7                 |